# Trox frontera
Trox frontera es una especie de escarabajo del género Trox, familia Trogidae. Fue descrita científicamente por Vaurie en 1955.
Se distribuye por la ecozona del Neártico. Habita en los Estados Unidos (estado de Texas). Mide 6,5-7,5 milímetros de longitud. Es muy similar a T. terrestris.